# Moussodougou
Moussodougou è un dipartimento del Burkina Faso classificato come comune, situato nella provincia  di Comoé, facente parte della regione di Tannouyan.
Il dipartimento si compone del capoluogo e di altri 3 villaggi: Diamon, Kolokolo e Mondon.